# Megabizo
Megabizo, figlio di Zopiro (in greco antico: Μεγάβυζος?, Megàbyzos; in latino  Megabyzus; VI secolo a.C. – V secolo a.C.), è stato un satrapo persiano.

## Biografia
Megabizo, menzionato probabilmente per errore come Megabazo in una citazione di Ctesia, era uno dei comandanti della spedizione in Grecia ordinata da Serse (480 a.C.). In seguito fu comandante dell'esercito sconfitto da Cimone nella battaglia dell'Eurimedonte (466 a.C.).
Quando gli Ateniesi fecero la loro spedizione in Egitto, Megabizo comandava il grande esercito mandato contro di loro: dopo averli scacciati da Menfi, li confinò nell'isola di Propitide, che prese dopo diciotto mesi di assedio (457 a.C.). Nel 447 si ribellò al re, con il quale tuttavia si riconciliò; caduto in disgrazia presso Artaserse, fuggì in esilio, ma in seguito fu richiamato dal re.
Ctesia sostiene che era genero di Serse, avendo sposato sua figlia Amytis; afferma inoltre che fu Megabizo a prendere Babilonia dopo che si era ribellata a Serse, e non suo padre Zopiro come dice Erodoto. Ctesia, inoltre, riporta anche molti altri avvenimenti della sua vita e, tra le altre cose, menziona due suoi figli, Zopiro (citato anche da Erodoto) e Artifio.